# Дживан Ракша Падак
Дживан Ракша Падак (хинди जीवन रक्षा पदक — «Медаль за спасение жизни») — гражданская государственная награда Индии, вручаемая за спасение человеческой жизни в экстремальных условиях.

## История
Учреждена 30 сентября 1961 года президентом Индии как третья степень награды «Дживан Ракша Падак» (класс III). Награда была создана как часть системы гражданских наград, дополняющей военные награды в мирное время (Ашока Чакра, Кирти Чакра, Шаурья Чакра).

## Критерии награждения
Согласно официальным положениям, медаль вручается за «проявленное мужество в обстоятельствах, сопряжённых с серьёзной угрозой для жизни спасателя». Медаль вручается за героизм при спасении людей от утопления, в пожарах, авариях на шахтах, при поражении электрическим током и во время стихийных бедствий.
К награждению могут быть представлены:
- Гражданские лица (вне зависимости от пола и рода занятий);
- Военнослужащие, полицейские и пожарные — только если акт спасения совершён не при исполнении служебных обязанностей.
- Награда может быть вручена посмертно. Повторные награждения отмечаются планкой на ленте медали.

## Описание медали
Аверс: Круглая бронзовая медаль диаметром 58 мм. В центре изображена рука в жесте «Абхая-мудра» (символ защиты), надпись «मा भई» (хинди «Не бойся») и название награды.
Реверс: Государственный герб Индии.
Шёлковая лента шириной 32 мм состоит из трёх цветов: красный, голубой, зелёный. Цветовая гамма символизирует: красный — огонь, голубой — воду, зелёный — жизнь.
Точное расположение полос варьировалось в разные годы.

## Классы награды
С 1961 года существует три класса медали:
- Сарвоттам Дживан Ракша Падак — за исключительное мужество при крайней опасности для жизни спасателя.
- Уттам Дживан Ракша Падак — за героизм в условиях высокой степени риска.
- Дживан Ракша Падак — за спасение жизни с угрозой тяжёлых телесных повреждений.

Каждый класс сопровождается денежной премией.

## Процедура награждения
Кандидатуры выдвигаются правительствами штатов и федеральными министерствами. Окончательное решение принимает комитет по наградам, а утверждают премьер-министр и президент Индии. Награду вручает министр внутренних дел или региональные власти.